# Izlandi Wikipédia
Az izlandi Wikipédia (izlandi nyelven Wikipedia á íslensku) a Wikipédia projekt izlandi nyelvű változata, egy szabadon szerkeszthető internetes enciklopédia. 2003 decemberében indult és 2014 májusában már több mint 37 000 szócikket tartalmazott.
Az izlandi Wikipédiának 13 adminja, 104 021 felhasználója van, melyből 166 fő az aktív szerkesztő. A lapok száma (beleértve a szócikkeket, vitalapokat, allapokat és egyéb lapokat is) 156 041, a szerkesztések száma pedig 1 903 218.

## Mérföldkövek
- 2003. december 5. - Elindul az izlandi Wikipédia.
- 2006. május. - Elkészül a 10 000. szócikk.
- 2008. február 15. - Elkészül a 20 000. szócikk.
- Jelenlegi szócikkek száma: 59 919